# 小川真奈
小川 真奈（おがわ まな、1993年7月2日 - ）は、日本の声優、女優（元子役）、アイドル、歌手、ファッションモデル。埼玉県出身。所属事務所はスペースクラフト。
2007年3月より「おがまな」としてキャナァーリ倶楽部（NICE GIRL プロジェクト!）に参加している。2009年度から2010年度まで、『極上!!めちゃモテ委員長』の主人公の北神未海（きたがみみみ）の声優と、おはスタでの実写出演を行っていた。

## 略歴
事務所に所属後はCMなどのモデルをしていた。
小学5年生の時、TBS系ドラマ『虹のかなた』でデビュー。
2006年3月、『砂沙美☆魔法少女クラブ』のメインキャスト5人によるユニット『Magical Sweets』に参加。
2007年3月3日、『キャナァーリ倶楽部』のメンバーとしてインディーズデビュー、後にメジャーデビュー。
2008年11月19日、シングル「スッピンロック」にてソロメジャーデビュー。
2009年4月、『極上!!めちゃモテ委員長』のNICE GIRL プロジェクト!出演のユニット『MM学園 合唱部』の歌でかけ声などで参加。同年10月21日、『極上!!めちゃモテ委員長』主人公北神未海として初のシングル「大好きになれっ!」を発売。
また、NICE GIRL プロジェクト!のチアリーディングチーム『Princess Chatters』にチアリーダーとして参加。2010年度までテレビ東京系『おはスタ』での実写出演を行っていた。
2013年3月14日、Twitterを開始。
2014年4月号より､ ㈱ベネッセコーポレーション＜こどもちゃれんじ ぷち＞リズムダンスプラスコースのうたのおねえさんを担当
2015年4月号より､ ㈱ベネッセコーポレーション＜こどもちゃれんじ ぷち＞のうたのおねえさんを担当
2019年4月号より､ ㈱ベネッセコーポレーション＜こどもちゃれんじ ぽけっと＞のうたのおねえさんを担当

## 人物
- 特技：バレエ（4歳からモダンバレエ[1]）、ブリッジで歩ける
- 現在の趣味：読書[6]
- 過去の趣味：ミサンガ作り、サッカー観戦、空を見ること、食べ物のサンプル（食玩）集め、電卓集め、フラフープを延々続ける事
- チャームポイント：黒目が大きい目
- 好きな食べ物：梅干し、うどん、焼き芋、酢､ 寿司[6]､ ラーメン[6]､ 餃子[6]
- 好きなパスタ：ボンゴレ・ビアンコ
- 嫌いな食べ物：チーズ（甘いもの）
- 好きな色：水色
- 嫌いな色：あまり黄色は好きではない
- 好きなスポーツ：バドミントン
- 苦手なスポーツ：水泳、球技
- 好きなもの：電卓、食品サンプル（食玩）、レジスタ、空
- 嫌いなもの：お化け屋敷
- 苦手なもの：大きな動物[6]、爬虫類[6]､ ジェットコースター、雷
- 得意な楽器：ピアノ
- 飼っているペット：亀（なま）、犬（みるく）
- 好きだったアニメ：おジャ魔女どれみ（瀬川おんぷが好き）
- 恋した漫画・アニメのキャラクター：ONE PIECEのロロノア・ゾロ、君に届けの風早翔太
- 好きな番組：モヤモヤさまぁ〜ず2

## エピソード
- 小学1年生、人見知りを直すため、母がモデル事務所に入れてくれたのがデビューのきっかけ[1][3]。『虹のかなた』に出演後、学校の皆や、習っていたバレエの先生から、たくさん声をかけてもらい、そこで芸能界、仕事が楽しいと思うようになり、自信が出てくるようになった[2]。
- 前述の人見知りを直すためだったこともあり、モダンバレエを始めたという[1]。最初の頃は泣いてばかりだったようで、先生が「手を付けられなかった」と言っていたという[1]。
- バレエの経験があり、四肢が長く体が柔らかい。フィギュアスケートの技であるビールマンスピンもできる。12歳のときに全国大会で優勝。
- 冷やし中華にはマヨネーズをかける。目玉焼きにはソースをかける。
- メンバーでリードボーカルを取る事もある。

## 作品

### シングルCD
小川真奈
1. スッピンロック（2008年11月19日・テレビアニメ「ヒャッコ」OPテーマ）

北神未海 with MM学園 合唱部
1. 大好きになれっ!（2009年10月21日・テレビアニメ「極上!!めちゃモテ委員長」2ndOPテーマ、その前の2作は掛け声として参加）週間オリコン最高10位
2. 元気になれっ!（2010年1月20日・テレビアニメ「極上!!めちゃモテ委員長」4thEDテーマ→3rdOPテーマ）B面はモテレッチソング 週間オリコン最高11位
3. 君が主役さっ!（2010年6月16日・テレビアニメ「極上!!めちゃモテ委員長」4thOPテーマ）
4. めちゃモテたいっ!（2010年8月18日・テレビアニメ「極上!!めちゃモテ委員長」5thEDテーマ）B面はモテレッチソング2
5. おしゃれマイドリーム（2010年10月13日・テレビアニメ「極上!!めちゃモテ委員長」5thOPテーマ）

### EP
1.Moment (2020年4月1日)

### アルバム
小川真奈
1. ①ティーネイジブルース（2010年7月21日）

北神未海
1. めちゃヒット曲集①（2010年3月3日）
2. めちゃヒット曲集②（2011年1月12日）

※北神未海以外にもMM学園 合唱部、MM3、氷室衣舞の曲も収録

### コンピレーションアルバム収録曲
- Sweet MAGIC （2006年6月21日・テレビアニメ「砂沙美☆魔法少女クラブ」OPテーマ・砂沙美☆魔法少女クラブ〜スクールデイズ〜サウンド&ドラマ／Magical Sweetsに収録）
- キラキラデイズ（2006年6月21日・テレビアニメ「砂沙美☆魔法少女クラブ」EDテーマ・砂沙美☆魔法少女クラブ〜スクールデイズ〜サウンド&ドラマ／Magical Sweetsに収録）
- 同級生 〜押さえきれない夏の恋〜（2007年10月17日・アルバム「『①かなりキャナァーリ』／キャナァーリ倶楽部」に収録）
- Lonely Moon（2008年7月16日・シングル「瞳がキラキララ／キャナァーリ倶楽部」C/Wに収録）
- MAP〜未来の地図〜（映画「COACH」EDテーマ・「COACHサウンドトラックCD」収録）
- I Feel Fine!（2011年8月24日・「みんなのリズム天国全曲集」収録）

- 殉情 (2021年3月31日・田川伸治「GET OVER IT」収録)
- ペルソナ (2022年4月6日・田川伸治「PASSIONATE LOVE[7]」収録)
- 恋はアヴァンチュール-Sexy-(feat.小川真奈、水野マリナ) (2022年4月6日・田川伸治「PASSIONATE LOVE[7]」収録)
- 灼けつく太陽のように愛して (2022年4月6日・田川伸治「PASSIONATE LOVE[7]」収録)

### 配信曲
小川真奈
- プレイボール (2012年03月21日)

COCOCREW feat.小川真奈
- COCOLULU SONG（2010年5月8日・アパレルブランド「COCOLULU」テーマソング）

### 未音源化曲
- そっと微笑んで (2013年5月28日 おがわーるど！Vol.4 初披露)
- Hello～コデマリの光～ (2013年5月28日 おがわーるど！Vol.4 初披露)
- 法定速度で会いにきて (2019年5月12日 池袋交通安全のつどい 初披露)
- LOVELY TO DRIVE (2019年5月12日 池袋交通安全のつどい 初披露)

### イメージDVD
1. なままな（2009年9月20日、ラインコミュニケーションズ）月間アイドルDVD売り上げ6位
2. なままなゴールド（2009年12月23日、彩文館）

### アニメ出演作DVD
- 砂沙美☆魔法少女クラブ（1巻 - 5巻、シーズン2 1巻 - 5巻、VAP）
- ヒャッコ（出演は2巻 - 6巻、メディアファクトリー）
- 極上!!めちゃモテ委員長（1巻 - 26巻、販売元ジェネオングループ）

実写
- つんく♂THEATER第九弾〜めちゃモテ劇場〜『めちゃモテ委員長VSめちゃモテ反対委員会ですわっ！』（2011年3月9日、ポニーキャニオン）
- 極上!!めちゃモテ委員長MMTV 春・夏編（2011年7月21日、ジェネオングループ）
- 極上!!めちゃモテ委員長MMTV 秋・冬編（2011年8月24日、ジェネオングループ）

### 出演ライブDVD
北神未海
- めちゃモテ文化祭ライブ（2010年2月17日、TN-mix）
- めちゃモテ委員長 歌謡祭2010「みんなで歌いますわっ！」（2010年12月22日、TN-mix）
- めちゃモテライブ2010秋（2011年1月7日、TN-mix）

## 出演
太字はメインキャラクター。

### バラエティ
- おはスタ（2009年5月19日 - 2012年、テレビ東京系列） - 北神未海 役[注 1]

### テレビドラマ
- 虹のかなた（2004年、TBS・毎日放送） - 田代茜 役（少女時代）
- ラスト・プレゼント（2005年6月21日、テレビ朝日） - 神崎妙子 役（幼少時代）
- ヒットメーカー 阿久悠物語（2008年8月1日、日本テレビ） - 予選挑戦者 役

### 映画
- ガキンチョ★ROCK（2003年）

### 舞台・ミュージカル
- つんく♂THEATER 第四弾『あぁ 女子合唱部〜栄光のかけら〜』（2007年9月22日 - 24日、全電通労働会館） - 佐竹奈美 役（ダブルキャストB）
- らき☆すた≒おん☆すて（2012年9月20日 - 30日、シアターGロッソ） - 柊つかさ 役
- 新オオカミ王ロボ〜シートン動物記より〜（2013年3月29日 - 4月7日、全労済ホール スペース・ゼロ） - ヒロイン・ブランカ 役[8]
- 交響劇「船に乗れ!」（2013年12月13日 - 21日、東急シアターオーブ） - 南枝里子 役
- 天元突破グレンラガン ～炎撃篇～（2014年10月22日 - 27日、全労済ホール スペース・ゼロ) - キノン・バチカ 役
- モデラート（2016年7月5日 - 9日・9月14日 - 17日、浅草六区ゆめまち劇場） - 真中カナコ 役
- モンブラン（2017年2月7日 - 10日・3月7日 - 14日、浅草六区ゆめまち劇場） - アユミ 役
- モンタージュ（2017年4月25日 - 30日・5月23日 - 28日、浅草六区ゆめまち劇場） - 池田真奈 / 糸田真奈美 役
- Space Craft ASAKUSA Regional Theater「トワイスアップ～自分を偽るそんな夜に本音を語れる雪が降る～」（2017年12月8日 - 10日、浅草六区ゆめまち劇場）[9]
- SANZ II（2018年4月12日 - 16日、EP.2 銀座博品館劇場） - 本原千尋 役
- 曇天プラネタリウム（2018年5月16日・17日・19日・20日、浅草六区ゆめまち劇場） - 浦沢ひかる 役

### テレビアニメ
- 砂沙美☆魔法少女クラブ（2006年、岩倉砂沙美）
- ヒャッコ（2008年、弐街道火継、ナレーション）
- 極上!!めちゃモテ委員長（2009年 - 2011年、北神未海[10][11]） - 2シリーズ[一覧 1]
- やくならマグカップも（2021年、小泉真美[12][13]、若い頃の土岐川幸恵[14]） - 2シリーズ[一覧 2]

### ラジオ
- 小川真奈のラジオティーネイジブルース（2010年4月2日 - 9月24日、JFN系列 / Bラインネット。ネット局はエフエム栃木、三重エフエム放送、兵庫エフエム放送、エフエム長崎の4局のみ）
- 超!A&Gミュージック+プレミアム 極上!!めちゃモテ委員長スペシャル（2010年10月16日 -  12月18日、超!A&G+）[15]
- TOKYO→NIIGATA MUSIC CONVOY（2013年9月4日 - 25日、FM PORT） - 水曜日担当

### ゲーム
- ヒャッコ よろずや事件簿!（弐街道火継）
- 極上!!めちゃモテ委員長 ガールズ『モテ・カワ』BOX（北神未海）
- 極上!!めちゃモテ委員長 MMタウンでミラクルチェンジ!（北神未海）
- CARAVAN STORIES（セシリア[16]）
- えとはなっ!～干支っ娘・花札バトル～（2023年、羊宮アリエ[17]）

### CM
2004年
- 千寿製薬 - 『ニューマイティアイージーS』
- イオン - 『バックトゥースクール』
- PIZZA-LA - 『真実のおいしさ』
- バンダイ - 『冬のキャラドルシリーズ』

2005年
- バンダイ - 『リストわんこ』シリーズ、『リストわんこワンダフル!』、『わんこバック』

2008年
- ハウス食品 - 『フルーチェ・ハンディ』

### Web
- 青山ワンセグ開発 （2010年7月、NHKワンセグ2）

### イメージモデル
- COCOLULU （2010年4月 - ）

### イベント
- It’s a Girl’s Pop World!（2018年10月4日、初台DOORS）[18][注 2]

### その他
- 日本ガス協会の新聞広告
- ファッションプラザ「パシオス」のチラシ写真
- こどもちゃれんじぷちリズムダンスプラスコースDVD
- こどもちゃれんじぷちDVD
- こどもちゃれんじぽけっとDVD

## 書籍

### 写真集
- なままな（2009年7月15日、彩文館出版、撮影：木村晴）ISBN 978-4-7756-0416-8